# Ак-Оток
Ак-Оток (кирг. Ак-Өтөк) — село в Баткенском районе Баткенской области Кыргызстана. Входит в состав айылного аймака Торт-Гуль.

## География
Село расположено в центральной части области, на левом берегу реки Сох, вблизи государственной границы с Узбекистаном, на расстоянии приблизительно 21 километра (по прямой) к северо-востоку от города Баткена, административного центра области и района. Абсолютная высота — 858 метров над уровнем моря.

## Население
Согласно оценочным данным Национального статистического комитета Кыргызской Республики, численность населения села на начало 2023 года составляла 425 человек.
| год     | 2009 | 2014 | 2015 | 2020 | 2021 | 2023 |
| ------- | ---- | ---- | ---- | ---- | ---- | ---- |
| человек | 360  | 364  | 369  | 383  | 401  | 425  |